# 王尚賓
王尚賓（1450年—？），字朝重，山西太原府陽曲縣人，民籍，明朝政治人物。

## 生平
成化十三年（1477年）丁酉科山西鄉試第十六名舉人。弘治九年（1496年）中式丙辰科會試第一百二十六名，三甲第一百七十五名進士。授洛陽縣知縣，官至兵部員外郎。

## 家族
曾祖王士原；祖父王迪；父王文昌，母劉氏。永感下。兄王子誠。